# Себекхотеп III
Сехемра-сеуаджтауи Себекхотеп (Себекхотеп III) — фараон Древнего Египта, правивший приблизительно в 1730 — 1724 годах до н. э. Представитель XIII династии (Второй переходный период).

## Артефакты правления

### Родственные связи

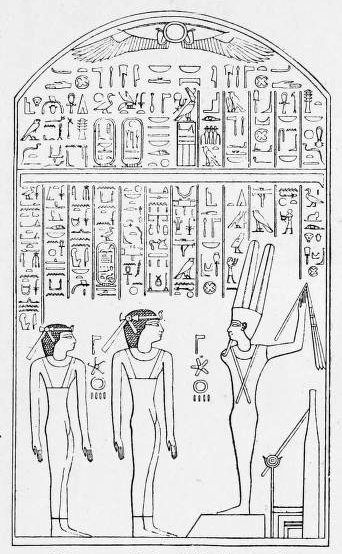
Стела C8. Лувр

Вслед за именем малоизвестного фараона Сетаа Туринский папирус называет имя Сехемра-сеуаджтауи Себекхотепа (VI колонка, 24 строка). Об этом фараоне свидетельствует значительный ряд артефактов, изготовленных во время его царствования. Хотя Сехемра-сеуаджтауи, очевидно, был довольно успешным правителем, в Карнакском списке его имя отсутствует. Однако возможно, что упомянутое в этом источнике имя Сехемра-сенефертауи, которое не удалось соотнести ни с одним другим царём, появилось там вследствие неправильного прочтения. Знак «нефер» был написан в нём вместо иероглифа «удж». Вряд ли в данном случае имеет смысл говорить о случайной ошибке писца. В Британском музее в настоящее время находится статуя, найденная в Бубастисе в Дельте, на которой вырезано Сехемра-уаджтауи (без каузативного «се»).
Сехемра-сеуаджтауи Себекхотеп не мог похвастаться царским происхождением. Однако он не старался скрыть своё незнатное происхождение, и имена его нетитулованных родителей нередко встречаются в его надписях. Члены обширной царской семьи, в том числе две его жены, поименованы на трёх стелах из Верхнего Египта и жертвеннике из песчаника, найденном на острове Сехель, у первого порога Нила.
В надписи, вырезанной на плите, хранящейся в Вене, говорится о том, что родителями Сехемра-сеуаджтауи были «тесть царя Ментухотеп» (то есть вельможа, чья дочь была замужем за предыдущим царём) и «мать царя Иухетибу», очевидно, супруга этого Ментухотепа. В тексте также упоминаются царевич Сенеб, сын данной пары и, следовательно, брат фараона, а также его дети, племянники правителя: две дочери, которых звали Иухетибу и Хенут, и два сына — Себекхотеп и Ментухотеп.

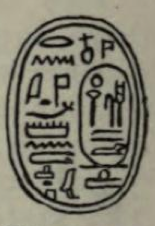
Скарабей Собехотепа III, дающий имя его отца. Надпись на скарабеи гласит: «Добрый бог Сехемра-сеуаджтауи Себек[хотеп], имя отца бога Ментухотеп». Рисунок Флиндерса Питри, 1897 год

В тексте, вырезанном на другой стеле, найденной в Абидосе и хранящейся в Лувре, по которой можно судить, что мастерство писцов, вырезавших на ней иероглифы, и умение художников, оставивших на стеле ряд изображений, ничем не не отличается от качества работы их коллег, живших в период XII династии, когда искусство находилось на довольно высоком уровне развития, упоминается имя супруги царя и двух царевен. Одна из царевен, дочь царской жены Инни, названа в надписи «Иухетибу по прозвищу Фенедж» (как ни странно, слово «фенедж» переводится как «нос»). Другую царевну, также дочь Инни, звали Анукетдедет, «Дарованная Анукет», богиней-покровительницей области первого порога Нила. Они, очевидно, были дочерьми царя Сехемра-сеуаджтауи Себекхотепа. На основании этого предположения, а также судя по тому, что его имя вырезано в верхней части стелы, можно сделать вывод о том, что Инни являлась одной из его жён. Она, очевидно, не была царицей — её имя, в отличие от имени её старшей дочери Иухетибу Фенедж, наследницы престола, не вписано в царский картуш.

### Имена Себекхотепа III
Тронным именем этого царя стало Сехемра-сеуаджтауи, что можно перевести как «Бог солнца, сила, заставляющая Обе Земли процветать». «Хорово имя» царя звучало как Хуитауи, «Защищающий Обе Земли». В качестве «личного имени» царь использовал Себекхотеп, «Себек доволен», указывающее на связь фараона с районом Файюма, где почитался бог Себек.
| G5 |

| G5 |

| D43 · N17 · N18 |

| D43 · N17 · N18 |

| Aa1 · D43 | N17 · N18 |

| Aa1 · D43 | N17 · N18 |

| G16 |

| G16 |

| N28 · D36 | G17 | S42 | Z1 · I9 |

| N28 · D36 | G17 | S42 | Z1 · I9 |

| G8 |

| G8 |

| R4 · D2 · Z1 | C10 |

| R4 · D2 · Z1 | C10 |

| R4 · D2 · Z1 | U1 | X1 · D36 |

| R4 · D2 · Z1 | U1 | X1 · D36 |

| nswt&bity |

| nswt&bity |

| N5 | S42 | S29 | M13 | N17 · N18 |

| N5 | S42 | S29 | M13 | N17 · N18 |

| N5 | S42 | S29 | M13 | N17 · N18 |

| N5 | S42 | S29 | M13 | N17 · N18 |

| N5 | S42 | S29 | M13 | N17 · N18 |

| N5 | S42 | S29 | M13 | N17 · N18 |

| N5 | S42 | S29 | M13 | N17 · N18 |

| N5 | S42 | S29 | M13 | N17 · N18 |

| G39 | N5 |

| G39 | N5 |

| I4 | R4 · X1 · Q3 |

| I4 | R4 · X1 · Q3 |

| I4 | R4 · X1 · Q3 |

| I4 | R4 · X1 · Q3 |

| I4 | R4 · X1 · Q3 |

| I4 | R4 · X1 · Q3 |

| I4 | R4 · X1 · Q3 |

| I4 | R4 · X1 · Q3 |

| S29 | D58 | V31 | R4 · X1 · Q3 |

| S29 | D58 | V31 | R4 · X1 · Q3 |

| S29 | D58 | V31 | R4 · X1 · Q3 |

| S29 | D58 | V31 | R4 · X1 · Q3 |

| S29 | D58 | V31 | R4 · X1 · Q3 |

| S29 | D58 | V31 | R4 · X1 · Q3 |

| S29 | D58 | V31 | R4 · X1 · Q3 |

| S29 | D58 | V31 | R4 · X1 · Q3 |

|  |

| N5 | S42 | S29 | M13 | N17 · N18 | I3 · R4 |

| N5 | S42 | S29 | M13 | N17 · N18 | I3 · R4 |

| N5 | S42 | S29 | M13 | N17 · N18 | I3 · R4 |

| N5 | S42 | S29 | M13 | N17 · N18 | I3 · R4 |

| N5 | S42 | S29 | M13 | N17 · N18 | I3 · R4 |

| N5 | S42 | S29 | M13 | N17 · N18 | I3 · R4 |

| N5 | S42 | S29 | M13 | N17 · N18 | I3 · R4 |

| N5 | S42 | S29 | M13 | N17 · N18 | I3 · R4 |

| Ca1 | N5 | Y8 | Ba15 | S29 | M13 | N17 · N18 | Ba15a | I5A | R4 · X1 | Q3 | Ca2 |

| Ca1 | N5 | Y8 | Ba15 | S29 | M13 | N17 · N18 | Ba15a | I5A | R4 · X1 | Q3 | Ca2 |

### Строительная деятельность

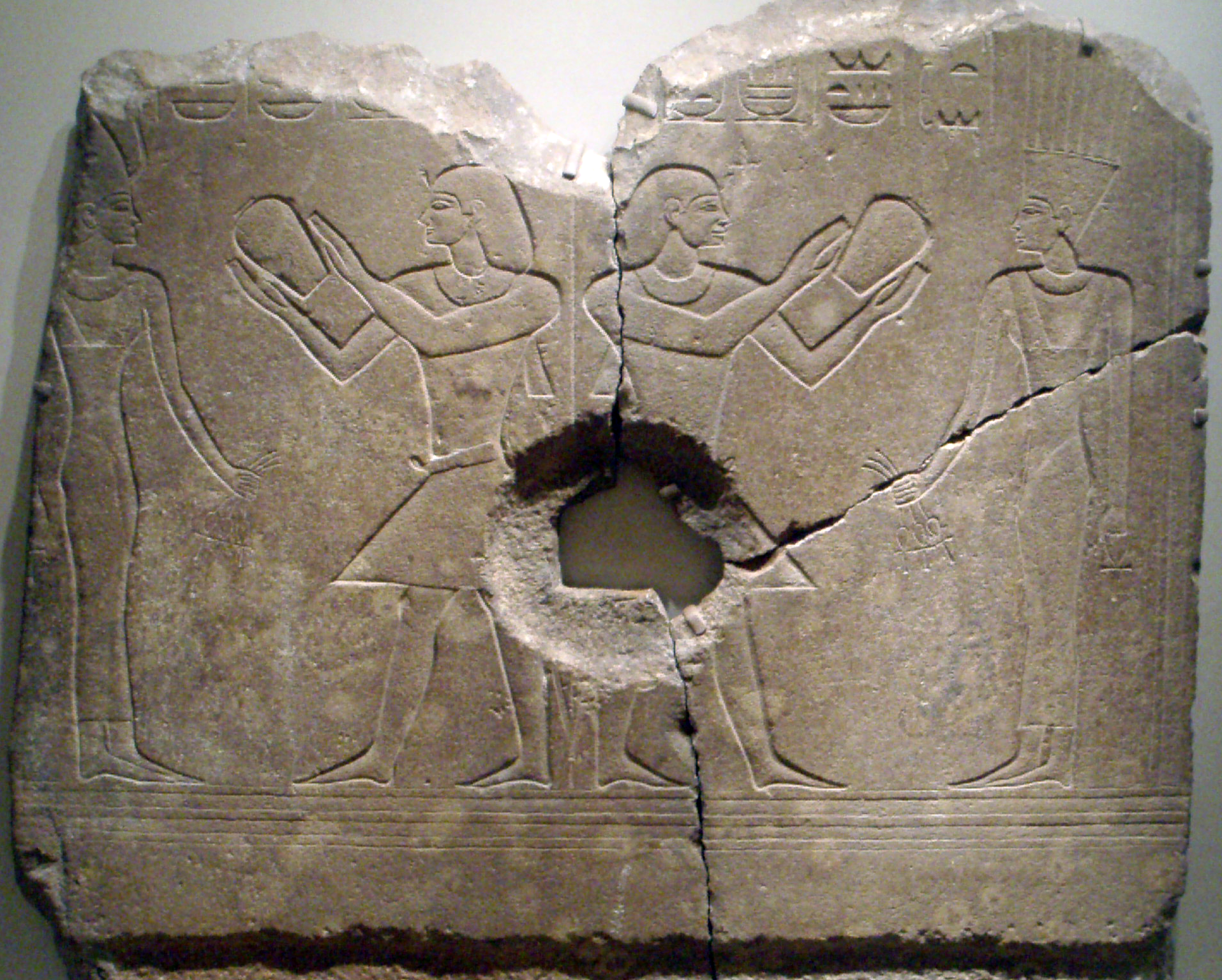
Рельеф Собехотепа III, изображающий его делающим возлияние богине Сатис (слева) и богине Анукет (справа). Центральное отверстие было сделано позднее, когда эту стелу использовали в качестве жернова. Сейчас экспонируется в Бруклинском музее

Памятники Сехемра-сеуаджтауи Себекхотепа весьма многочисленны и сохранились в самых разных частях Египта. В храме Монту в Медамуде (Наг-эль-Медамуд, 8 км к северо-востоку от Луксора) он оставил свои надписи на сооружённых предшественниками колоннах и дверных проёмах, а в Лиште приносил дары в припирамидном храме царя XII династии Сенусерта I.
Сехемра-сеуаджтауи Себекхотеп, очевидно, проводил какие-то строительные работы в Луксорском храме в Фивах, так как там были обнаружены архитрав, несколько колонн и каменный блок, на которых было вырезано его имя. Очевидно, он также строил какие-то сооружения в соседнем Карнакском храме — там был найден гранитный блок с его именем.
К северу от Фив, в Коптосе, найден скарабей, изготовленный в период его правления; к югу от этого города, в Гебелейне, обнаружена перемычка двери с вырезанной на ней надписью. В Нехебе расположенном ещё южнее, на одном из холмов, раскопана гробница, сооружённая для царевича по имени Себекнахт, жившего согласно найденной там надписи, в царствование Сехемра-сеуаджтауи Себекхотепа. К сожалению, изображения и почти все надписи, некогда покрывавшие стены, за исключением одной или двух строк текста, уничтожены.
Имя Сехемра-сеуаджтауи Себекхотепа встречается в Эль-Кабе — в храме и в гробнице местного чиновника Себекнахта. Контекс, в котором имя Себекхотепа III упомянуто в надписи Себекнахта, не предполагает, что этот областеначальник был современником  царя XIII династии: в автобиографии Себекнахт говорит, что он обращался к царю по поводу храмовой земли, владение которой было закреплено «[пограничными] стелами с великим именем царя Сехемра-сеуаджтауи [Себекхотепа III]». 
Ко времени правления царя относятся несколько скарабеев, бусина из аметиста, маленький золотой шар и ручка топора. На всех этих предметах было написано его имя.
Вероятно, к правлению Себекхотепа III относится большая рукопись папируса Булак 18, представляющая собой ведомость доходов и расходов царского двора за месяц пребывания в Фивах. В этом документе не только указаны многочисленные получатели царского вознаграждения — члены царской семьи, высшие правительственные чиновники (включая великого визиря Анху) и мелкие придворные чиновники, но переданы названия ведомств (варет, егип. wˁrt — «отдел», «сектор», «округ»), которые помимо прочих функций, контролировали разные группы царских доходов: «варет Головы Юга», «Казна», «Палата того, кто даёт людей», или трудовое управление. Данная рукопись вкупе с материалом папирусов из Эль-Лахуна и других документов, относящихся к тому же периоду, — это ценный источник сведений о сложной системе управления Египтом в эпоху позднего Среднего царства.
Среди других документов этого периода — фрагментарно сохранившийся папирус Бруклинского музея. На его оборотной стороне до нас дошёл большой список слуг, датированный первым и вторым годами правления Себекхотепа III; в числе слуг названы сорок пять мужчин и женщин с азиатскими именами, которые относились к домохозяйству одного верхнеегипетского чиновника (есть повод предполагать, что это домовладение принадлежало самому визирю Анху и его сыну визирю Рессенебу). Если, как представляется вероятным, подобные группы иноземцев входили в состав зажиточных домохозяйств по всему Египту, азиатское население Египта в этот период было значительно более многочисленным, чем обычно считается. Сложно сказать, способствовал ли этот слой населения, состоявший по большей части из рабов, тому, что гиксосы легко и быстро овладели Египтом; смешанные браки и другие связи, вероятно, значительно снизили сопротивление египетского населения в целом азиатскому господству.
Согласно Туринскому папирусу, Сехемра-сеуаджтауи Себекхотеп правил всего три года. Отношения с его преемником Неферхотепом I неизвестны, по крайней мере, два правителя, похоже, не были связаны между собой.
| | | |
| Дверной косяк, узурпированный Себекхотепом III. Имя предыдущего владельца выскоблено и заменено его личным именем Себекхотеп. Лувр | Перемычка двери, узурпированный Себекхотепом III. Имя предыдущего владельца выскоблено и заменено его тронным именем Сехемра-сеуаджтауи. Лувр | Дверной косяк, узурпированный Себекхотепом III. Имя предыдущего владельца выскоблено и заменено его хоровым именем Хуитауи. Лувр |

| XIII династия       |                                                            |                        |
| Предшественник: Сет | фараон Египта 2-я пол. XVIII века до н. э. (правил 3 года) | Преемник: Неферхотеп I |